# Canariotettix tertius
Canariotettix tertius är en insektsart som beskrevs av Lindberg 1954. Canariotettix tertius ingår i släktet Canariotettix och familjen dvärgstritar. Inga underarter finns listade i Catalogue of Life.